# Ян Замойський
Ян Замойський (герб Єліта; пом. 1 січня 1655, Білгорай, Річ Посполита) — Луцький католицький єпископ (1649–1654), єпископ Перемиський РКЦ (1654–1655), син українських аристократів.

## Життєпис
Батьком Яна був королівський ротмістр і холмський каштелян Ян Замойський із Замостя (близько 1570–1618), а його матір'ю — княгиня Анна Вишневецька, донька житомирського старости, князя Костянтина Вишневецького.
Ян Замойський приєднався до ордену домініканців у 1616, а після управління релігійним жіночим монастирем у Кракові отримав посаду єпископа Святого Престолу. У сані єпископа освятив церкву Св. Томи в Замості.
У 1631 став єпископом Баківським.
Король Ян II Казимир Ваза направив його до Перемишля в 1649, а потім до Луцька в 1654.
Ян Замойський помер по дорозі до м. Білгорай 1 січня 1655 і був похований у колегіальній церкві в Замості.
Як сенатор брав участь у сеймах: 1649/1650 і 1650 року.